# Moscovium
Le moscovium (symbole Mc) est l'élément chimique de numéro atomique 115. Il correspond à l'ununpentium (Uup) de la dénomination systématique de l'UICPA, et est encore appelé élément 115 dans la littérature. Il a été synthétisé pour la première fois en août 2003 par les réactions 243Am (48Ca, 3n) 288Mc et 243Am (48Ca, 4n) 287Mc au Joint Institute for Nuclear Research (JINR) à Dubna, en Russie, par une équipe américano-russe intégrant des chercheurs du Lawrence Livermore National Laboratory (LLNL). L'UICPA a validé son identification le 30 décembre 2015, et lui a donné son nom définitif le 28 novembre 2016 en référence à l'oblast de Moscou, dans lequel il a été observé pour la première fois.
Il s'agit d'un transactinide très radioactif, dont l'isotope connu le plus stable, le 289Mc, a une période radioactive de 220 ms. Situé sous le bismuth dans le tableau périodique des éléments, il est possible que ses propriétés chimiques, si elles pouvaient être étudiées, l'apparentent à un métal pauvre.

## Histoire
L'ancien nom ununpentium relève de la dénomination systématique attribuée par l'Union internationale de chimie pure et appliquée (UICPA) aux éléments chimiques inobservés ou dont la caractérisation expérimentale n'est pas formellement validée. Il est composé de racines gréco-latines signifiant « un-un-cinq » et du suffixe -ium générique pour les noms d'éléments chimiques.
Le 1er février 2004, le nihonium et le moscovium ont été obtenus par une équipe de scientifiques russes (de l'Institut unifié de recherches nucléaires, JINR) et américains (du Laboratoire national de Lawrence Livermore, LLNL). Ils ont bombardé de l'américium 243 avec du calcium 48 pour produire quatre atomes de moscovium qui se sont transmutés en nihonium après environ 90 millisecondes. Cette durée de vie, assez longue pour des éléments aussi massifs, a renforcé l'hypothèse de l'existence d'un îlot de stabilité pour des noyaux super lourds.
48
20Ca + 243
95Am ⟶ 291
115Mc* ⟶ 288
115Mc + 3 1
0n ⟶ 284
113Nh + α.
48
20Ca + 243
95Am ⟶ 291
115Mc* ⟶ 287
115Mc + 4 1
0n ⟶ 283
113Nh + α.
Cette découverte a été confirmée par l'UICPA le 30 décembre 2015.
Le 27 août 2013, une équipe suédoise semble confirmer l'existence de cet élément 115. Cette découverte est confirmée par l'UICPA le 30 décembre 2015. Le nouveau nom de l'élément aurait pu être le Langevinium (Ln) en hommage au physicien français Paul Langevin, mais c'est le nom moscovium et le symbole Mc qui sont finalement retenus par la division de chimie inorganique de l'Union internationale de chimie pure et appliquée (UICPA) le 8 juin 2016. Une consultation publique est ouverte jusqu'au 8 novembre, avant que l'UICPA ne l'adopte définitivement, chose faite le 28 novembre.

## Isotopes
Le moscovium possède quatre isotopes connus allant de 287Mc à 290Mc, tous radioactifs (demi-vies comprises entre 16 et 220 ms).

## Culture populaire
Au tout début de l'année 2016, une pétition est lancée pour que le moscovium préalablement nommé l'ununpentium soit nommé Lemmium, en hommage au chanteur de heavy metal Lemmy Kilmister, décédé peu auparavant.
En 1989, bien avant la découverte de ce nouvel élément, lors d'un interview à Las Vegas, Bob Lazar annonçait avoir travaillé dans la base secrète du Nevada S4 proche de la Zone 51, sur un nouveau type de propulsion basé sur l'élément chimique 115. Aucune preuve n'a jamais été fournie.
Le moscovium est évoqué comme composante d'un aéronef top secret dans l'épisode 1 de la saison 10 des X-Files.
Dans la série de science-fiction de la fin des années 1990, Sept jours pour agir, le moscovium est un carburant d'origine extraterrestre (récupéré sur le site du crash de Roswell) qui permet à l'armée américaine d'envoyer secrètement un être humain dans le passé pour annuler la survenue d'une catastrophe.
Cet élément chimique est le thème du 3e épisode de la 14e saison de la série télévisée Ancient Aliens.
Le moscovium apparaît dans les jeux vidéo Call of Duty: World at War (2008), Call of Duty: Black Ops (2010), Call of Duty: Black Ops II (2012) et Call of Duty: Black Ops III (2015) et dans la série X-COM (1994-2015) où l'élément 115 apparaît sous le nom Elerium-115.
Élément 115 est aussi le nom d’un morceau du rappeur parisien Jazzy Bazz Élément 115, présent sur l'album MEMORIA, sorti le 21 janvier 2022.